# The Carphone Warehouse
The Carphone Warehouse Group PLC (LSE: CPW), известная как The Carphone Warehouse — крупнейший европейский розничный продавец мобильных телефонов, имеющий 1700 салонов в Европе. Магазины сети расположены в Соединённом Королевстве. За пределами Великобритании и Ирландии сеть носит название The Phone House.